# Limnophora quaterna
Limnophora quaterna är en tvåvingeart som först beskrevs av Friedrich Hermann Loew 1852.  Limnophora quaterna ingår i släktet Limnophora och familjen husflugor. Inga underarter finns listade i Catalogue of Life.